# くーみん
くーみんは愛知を中心に活動する日本のシンガーソングライター。
自身のプレイヤーとしての活動の他に愛知を中心にイベントオーガナイザー(イベントプロデューサー)としても活動し、ニコニコ動画系イベント、アニソンオンリーのイベント、ボカロイベント等ジャンル中心に様々なCLUBイベント等を主催している。

## 概要
愛知を中心にシンガーソングライターとして活動している。作詞作曲等自作にて披露する事が多い。基本的にはアニソンやボーカロイドの楽曲を好む傾向にある。
CLUBイベントのイベントオーガナイザーも積極的に行っており、イベントオーガナイザーMasaと共に、アニソンオンリーのイベント『A・FRIENDS』、又、アニソン、ニコニコ動画系中心のイベント『DALIVE』を中心にイベントをオーガナイズ、主催しており、このジャンルの中では、愛知県で2011年より開催されているイベント『腹筋崩壊』に次いで、大きなイベント、名前のあるイベントとして認知されている。主な出演アーティストとしてかすみ蓮、ねこぺん、休憩ソンガー、secret、みー姉、もものぷ、鈴鹿レイ、りおん、くーみん、kuu＊、緋美天音等があげられる。
集客数はイベント初回から異常に高く非常に評価されているイベントである。愛知県千種区今池にある会場、今池ライブシアター〜Velvet i Scream〜で基本的に行われているイベントである。